# Lee Myung-sun
Lee Myung-sun (ur. 12 lutego 1976) – koreańska lekkoatletka, kulomiotka.

## Osiągnięcia
- dwa medale mistrzostw Azji :
  - Manila 1993 - srebro
  - Fukuoka 1998 - brąz
- 10. lokata podczas mistrzostw świata (Sewilla 1999)
- 2 srebrne medale Uniwersjady (Pekin 2001 i Daegu 2003)
- srebro igrzysk azjatyckich (Pusan 2002)

Myung-Sun dwukrotnie reprezentowała swój kraj na igrzyskach olimpijskich (Atlanta 1996 i Sydney 2000), w obu przypadkach odpadała w eliminacjach.

## Rekordy życiowe
- pchnięcie kulą – 19.36 (2000) rekord Korei Południowej